# Lăng Vân, Bách Sắc
Lăng Vân (tiếng tráng: Lingzyinz, chữ Hán giản thể:凌云县, Hán Việt: (Lăng Vân huyện), là một huyện thuộc thành phố cấp địa khu Bách Sắc của khu tự trị dân tộc Choang Quảng Tây, Trung Quốc. Huyện này có diện tích là 2.047 km² và dân số vào năm 2011 là 195.600 người,tráng dân số chiếm 80%.

## Quản lý hành chính
Lăng Vân có 4 trấn và 4 hương dân tộc.
- Trấn: Tứ Thành, La Lâu, Gia Vưu, Hạ Giáp.
- Hương dân tộc Dao: Linh Trạm, Triêu Lý, Sa Lý, Ngọc Hồng.